# ウィピール・グランデ
ウィピール・グランデ（西: huipil grande）とは、メキシコのオアハカ州南部テワンテペク地方に居住する海岸部サポテコ族女性の盛装用の被りもの。別名ウィピル・デ・タパール（西: huipil de tapar、「覆うウィピル」）、レスプランドール（西: resplandor、「光輝」）。
テワーナ（Tehuana、「テワンテペク娘」）と呼ばれるテワンテペク地方のサポテコ族女性はスペインやアジアの服飾の影響を受けた華やかな民族衣装で知られる。日常着は赤や紫の地に花柄や水玉の色鮮やかな総柄を散らした木綿のウィピルとロングスカートが多い。盛装には、黒のベルベットかサテン地に絹で大きく花模様を刺繍したウィピルと、裾にオラン（Holan）と呼ばれる幅広のレースを縫い付けた、同じ生地に揃いの刺繍のロングスカートを着用する。
20世紀メキシコの画家フリーダ・カーロは2着のウィピール・グランデを所有し、ウィピール・グランデを着用した姿を『メダリオンをつけた自画像』と『テワナ衣装の自画像』に描いている。

## 概要
普通ウィピルというと上衣として身に付ける貫頭衣を指すが、ウィピール・グランデは頭に被るものである。レース布をウィピルの形に仕立て、襟、袖、裾に幅広のレースの飾りをつけたものである。
作り方は、縦幅69センチ横幅104センチのレース布を二つ折りにして脇を縫う。
糊付けされた幅28センチほどの白レースで縁取り、周りに白レースのフリルをつけた衿明きのように丸くカットされた周囲50センチ位の中心の穴から顔を出す。
長さ24センチほどの細長い筒状の白いレースが両袖にあたる部分に付く。
これは同州サリナ・クルスの海岸に漂着したトランクの中のスペインの洗礼式用ドレスの袖の名残とされているが、メキシコ先住民族の服飾文化を専門とする人類学者マルタ・トゥロクは、ソケ族やグアテマラのケツァルテナンゴのマヤ人にウィピルを被り物として使用する例が見られるため、ウィピール・グランデの起源が先コロンブス期にまで遡る可能性を示唆している。
教会に行くときは、上記のとおり穴から顔を出して袖のレース飾りが前後に来るように被る。これを地峡サポテク語でビダ・ニ・キチ（bida ní quichi）と呼ぶ。
祭りでは、裾の白いフリルを頭に被り、耳の位置でピン留めして残りを後ろに垂らす。これを地峡サポテク語でビダ・ニ・ロー（bida ní ró）と呼ぶ。